# Progress of Theoretical Physics
Progress of Theoretical Physics é um jornal mensal japonês. O primeiro número foi em julho de 1946, após onze meses após a rendição do Japão. Ele foi fundado por Hideki Yukawa que recebeu o Prêmio Nobel de Física em 1949. Atualmente tanto a publicação quanto a edição é mantida pela Physical Society of Japan. Aproximadamente metade das cópias de cada edição é distribuída para fora do Japão e trabalhos de fora do Japão também são aceitos para publicação.

## História
O trabalho submetido apenas seis meses após a rendição do Japão e lançado na primeira edição do periódico de título Magnetic Moment and Virtual Dissociation of Nuclear Particle por Gentaro Araki, On the Generalized Transformation Functions por Yasutaka Tanikawa, On the Electromagnetic Properties of Nucleons por Minoru Kobayashi e Eizo Kanai. A grande maioria dos autores são da Universidade de Tóquio.

## Edições de destaque
Diversas edições estão entre as mais importantes e citadas da história da física, e tiveram imensa influência no desenvolvimento da física moderna durante a última metade do século XX. Entre elas temos:
- Artigo do trabalho vencedor do Prêmio Nobel de Física de 1965 de Sin-Itiro Tomonaga, On a Relativistically Invariant Formulation of the Quantum Theory of Wave Fields publicado em 1946.

- Artigo do trabalho vencedor do Prêmio Nobel de Física de 2008 de Makoto Kobayashi e Toshihide Maskawa, Proposal of a Novel CP-Violation Mechanism Predicting Six Flavors of Quarks publicado em 1973 (ver Matriz CKM).[4][5]